# Antonín Klír
Antonín Klír (Strašice, 14 dicembre 1864 – Praga, 29 gennaio 1939) è stato un ingegnere e compositore di scacchi ceco.
Si laureò in ingegneria idraulica presso l'Università Tecnica di Praga. Negli anni 1890-1896 lavorò presso il Ministero dei lavori pubblici della Boemia e dal 1896 al 1909 fu ingegnere capo della Commissione per la costruzione del canale navigabile tra i fiumi Moldava ed Elba in Boemia.
Il 1º gennaio 1909 fu nominato professore ordinario di ingegneria idraulica presso l'Università Tecnica di Praga. Mantenne questo incarico fino al dicembre 1928, quando andò in pensione.
Negli anni 1914–1915 fu anche rettore dell'Università.
È stato membro dell'Accademia Masarik, e presidente dal 1920 al 1923. Membro dell'Associazione architetti ed ingegneri della Repubblica Ceca (SIA), della quale fu presidente dal 1911 al 1921.
Antonín Klír è stato anche un valente compositore di problemi di scacchi, aderente allo stile classico della scuola boema di composizione.
Tre suoi problemi:
|   | a | b | c | d | e | f | g | h |   |
| 8 | d7 torre del bianco · h7 donna del nero · a5 re del bianco · b5 pedone del nero · b4 pedone del nero · f4 cavallo del bianco · e2 pedone del bianco · b1 cavallo del bianco · e1 re del nero · g1 alfiere del bianco · h1 torre del bianco | d7 torre del bianco · h7 donna del nero · a5 re del bianco · b5 pedone del nero · b4 pedone del nero · f4 cavallo del bianco · e2 pedone del bianco · b1 cavallo del bianco · e1 re del nero · g1 alfiere del bianco · h1 torre del bianco | d7 torre del bianco · h7 donna del nero · a5 re del bianco · b5 pedone del nero · b4 pedone del nero · f4 cavallo del bianco · e2 pedone del bianco · b1 cavallo del bianco · e1 re del nero · g1 alfiere del bianco · h1 torre del bianco | d7 torre del bianco · h7 donna del nero · a5 re del bianco · b5 pedone del nero · b4 pedone del nero · f4 cavallo del bianco · e2 pedone del bianco · b1 cavallo del bianco · e1 re del nero · g1 alfiere del bianco · h1 torre del bianco | d7 torre del bianco · h7 donna del nero · a5 re del bianco · b5 pedone del nero · b4 pedone del nero · f4 cavallo del bianco · e2 pedone del bianco · b1 cavallo del bianco · e1 re del nero · g1 alfiere del bianco · h1 torre del bianco | d7 torre del bianco · h7 donna del nero · a5 re del bianco · b5 pedone del nero · b4 pedone del nero · f4 cavallo del bianco · e2 pedone del bianco · b1 cavallo del bianco · e1 re del nero · g1 alfiere del bianco · h1 torre del bianco | d7 torre del bianco · h7 donna del nero · a5 re del bianco · b5 pedone del nero · b4 pedone del nero · f4 cavallo del bianco · e2 pedone del bianco · b1 cavallo del bianco · e1 re del nero · g1 alfiere del bianco · h1 torre del bianco | d7 torre del bianco · h7 donna del nero · a5 re del bianco · b5 pedone del nero · b4 pedone del nero · f4 cavallo del bianco · e2 pedone del bianco · b1 cavallo del bianco · e1 re del nero · g1 alfiere del bianco · h1 torre del bianco | 8 |
| 7 | d7 torre del bianco · h7 donna del nero · a5 re del bianco · b5 pedone del nero · b4 pedone del nero · f4 cavallo del bianco · e2 pedone del bianco · b1 cavallo del bianco · e1 re del nero · g1 alfiere del bianco · h1 torre del bianco | d7 torre del bianco · h7 donna del nero · a5 re del bianco · b5 pedone del nero · b4 pedone del nero · f4 cavallo del bianco · e2 pedone del bianco · b1 cavallo del bianco · e1 re del nero · g1 alfiere del bianco · h1 torre del bianco | d7 torre del bianco · h7 donna del nero · a5 re del bianco · b5 pedone del nero · b4 pedone del nero · f4 cavallo del bianco · e2 pedone del bianco · b1 cavallo del bianco · e1 re del nero · g1 alfiere del bianco · h1 torre del bianco | d7 torre del bianco · h7 donna del nero · a5 re del bianco · b5 pedone del nero · b4 pedone del nero · f4 cavallo del bianco · e2 pedone del bianco · b1 cavallo del bianco · e1 re del nero · g1 alfiere del bianco · h1 torre del bianco | d7 torre del bianco · h7 donna del nero · a5 re del bianco · b5 pedone del nero · b4 pedone del nero · f4 cavallo del bianco · e2 pedone del bianco · b1 cavallo del bianco · e1 re del nero · g1 alfiere del bianco · h1 torre del bianco | d7 torre del bianco · h7 donna del nero · a5 re del bianco · b5 pedone del nero · b4 pedone del nero · f4 cavallo del bianco · e2 pedone del bianco · b1 cavallo del bianco · e1 re del nero · g1 alfiere del bianco · h1 torre del bianco | d7 torre del bianco · h7 donna del nero · a5 re del bianco · b5 pedone del nero · b4 pedone del nero · f4 cavallo del bianco · e2 pedone del bianco · b1 cavallo del bianco · e1 re del nero · g1 alfiere del bianco · h1 torre del bianco | d7 torre del bianco · h7 donna del nero · a5 re del bianco · b5 pedone del nero · b4 pedone del nero · f4 cavallo del bianco · e2 pedone del bianco · b1 cavallo del bianco · e1 re del nero · g1 alfiere del bianco · h1 torre del bianco | 7 |
| 6 | d7 torre del bianco · h7 donna del nero · a5 re del bianco · b5 pedone del nero · b4 pedone del nero · f4 cavallo del bianco · e2 pedone del bianco · b1 cavallo del bianco · e1 re del nero · g1 alfiere del bianco · h1 torre del bianco | d7 torre del bianco · h7 donna del nero · a5 re del bianco · b5 pedone del nero · b4 pedone del nero · f4 cavallo del bianco · e2 pedone del bianco · b1 cavallo del bianco · e1 re del nero · g1 alfiere del bianco · h1 torre del bianco | d7 torre del bianco · h7 donna del nero · a5 re del bianco · b5 pedone del nero · b4 pedone del nero · f4 cavallo del bianco · e2 pedone del bianco · b1 cavallo del bianco · e1 re del nero · g1 alfiere del bianco · h1 torre del bianco | d7 torre del bianco · h7 donna del nero · a5 re del bianco · b5 pedone del nero · b4 pedone del nero · f4 cavallo del bianco · e2 pedone del bianco · b1 cavallo del bianco · e1 re del nero · g1 alfiere del bianco · h1 torre del bianco | d7 torre del bianco · h7 donna del nero · a5 re del bianco · b5 pedone del nero · b4 pedone del nero · f4 cavallo del bianco · e2 pedone del bianco · b1 cavallo del bianco · e1 re del nero · g1 alfiere del bianco · h1 torre del bianco | d7 torre del bianco · h7 donna del nero · a5 re del bianco · b5 pedone del nero · b4 pedone del nero · f4 cavallo del bianco · e2 pedone del bianco · b1 cavallo del bianco · e1 re del nero · g1 alfiere del bianco · h1 torre del bianco | d7 torre del bianco · h7 donna del nero · a5 re del bianco · b5 pedone del nero · b4 pedone del nero · f4 cavallo del bianco · e2 pedone del bianco · b1 cavallo del bianco · e1 re del nero · g1 alfiere del bianco · h1 torre del bianco | d7 torre del bianco · h7 donna del nero · a5 re del bianco · b5 pedone del nero · b4 pedone del nero · f4 cavallo del bianco · e2 pedone del bianco · b1 cavallo del bianco · e1 re del nero · g1 alfiere del bianco · h1 torre del bianco | 6 |
| 5 | d7 torre del bianco · h7 donna del nero · a5 re del bianco · b5 pedone del nero · b4 pedone del nero · f4 cavallo del bianco · e2 pedone del bianco · b1 cavallo del bianco · e1 re del nero · g1 alfiere del bianco · h1 torre del bianco | d7 torre del bianco · h7 donna del nero · a5 re del bianco · b5 pedone del nero · b4 pedone del nero · f4 cavallo del bianco · e2 pedone del bianco · b1 cavallo del bianco · e1 re del nero · g1 alfiere del bianco · h1 torre del bianco | d7 torre del bianco · h7 donna del nero · a5 re del bianco · b5 pedone del nero · b4 pedone del nero · f4 cavallo del bianco · e2 pedone del bianco · b1 cavallo del bianco · e1 re del nero · g1 alfiere del bianco · h1 torre del bianco | d7 torre del bianco · h7 donna del nero · a5 re del bianco · b5 pedone del nero · b4 pedone del nero · f4 cavallo del bianco · e2 pedone del bianco · b1 cavallo del bianco · e1 re del nero · g1 alfiere del bianco · h1 torre del bianco | d7 torre del bianco · h7 donna del nero · a5 re del bianco · b5 pedone del nero · b4 pedone del nero · f4 cavallo del bianco · e2 pedone del bianco · b1 cavallo del bianco · e1 re del nero · g1 alfiere del bianco · h1 torre del bianco | d7 torre del bianco · h7 donna del nero · a5 re del bianco · b5 pedone del nero · b4 pedone del nero · f4 cavallo del bianco · e2 pedone del bianco · b1 cavallo del bianco · e1 re del nero · g1 alfiere del bianco · h1 torre del bianco | d7 torre del bianco · h7 donna del nero · a5 re del bianco · b5 pedone del nero · b4 pedone del nero · f4 cavallo del bianco · e2 pedone del bianco · b1 cavallo del bianco · e1 re del nero · g1 alfiere del bianco · h1 torre del bianco | d7 torre del bianco · h7 donna del nero · a5 re del bianco · b5 pedone del nero · b4 pedone del nero · f4 cavallo del bianco · e2 pedone del bianco · b1 cavallo del bianco · e1 re del nero · g1 alfiere del bianco · h1 torre del bianco | 5 |
| 4 | d7 torre del bianco · h7 donna del nero · a5 re del bianco · b5 pedone del nero · b4 pedone del nero · f4 cavallo del bianco · e2 pedone del bianco · b1 cavallo del bianco · e1 re del nero · g1 alfiere del bianco · h1 torre del bianco | d7 torre del bianco · h7 donna del nero · a5 re del bianco · b5 pedone del nero · b4 pedone del nero · f4 cavallo del bianco · e2 pedone del bianco · b1 cavallo del bianco · e1 re del nero · g1 alfiere del bianco · h1 torre del bianco | d7 torre del bianco · h7 donna del nero · a5 re del bianco · b5 pedone del nero · b4 pedone del nero · f4 cavallo del bianco · e2 pedone del bianco · b1 cavallo del bianco · e1 re del nero · g1 alfiere del bianco · h1 torre del bianco | d7 torre del bianco · h7 donna del nero · a5 re del bianco · b5 pedone del nero · b4 pedone del nero · f4 cavallo del bianco · e2 pedone del bianco · b1 cavallo del bianco · e1 re del nero · g1 alfiere del bianco · h1 torre del bianco | d7 torre del bianco · h7 donna del nero · a5 re del bianco · b5 pedone del nero · b4 pedone del nero · f4 cavallo del bianco · e2 pedone del bianco · b1 cavallo del bianco · e1 re del nero · g1 alfiere del bianco · h1 torre del bianco | d7 torre del bianco · h7 donna del nero · a5 re del bianco · b5 pedone del nero · b4 pedone del nero · f4 cavallo del bianco · e2 pedone del bianco · b1 cavallo del bianco · e1 re del nero · g1 alfiere del bianco · h1 torre del bianco | d7 torre del bianco · h7 donna del nero · a5 re del bianco · b5 pedone del nero · b4 pedone del nero · f4 cavallo del bianco · e2 pedone del bianco · b1 cavallo del bianco · e1 re del nero · g1 alfiere del bianco · h1 torre del bianco | d7 torre del bianco · h7 donna del nero · a5 re del bianco · b5 pedone del nero · b4 pedone del nero · f4 cavallo del bianco · e2 pedone del bianco · b1 cavallo del bianco · e1 re del nero · g1 alfiere del bianco · h1 torre del bianco | 4 |
| 3 | d7 torre del bianco · h7 donna del nero · a5 re del bianco · b5 pedone del nero · b4 pedone del nero · f4 cavallo del bianco · e2 pedone del bianco · b1 cavallo del bianco · e1 re del nero · g1 alfiere del bianco · h1 torre del bianco | d7 torre del bianco · h7 donna del nero · a5 re del bianco · b5 pedone del nero · b4 pedone del nero · f4 cavallo del bianco · e2 pedone del bianco · b1 cavallo del bianco · e1 re del nero · g1 alfiere del bianco · h1 torre del bianco | d7 torre del bianco · h7 donna del nero · a5 re del bianco · b5 pedone del nero · b4 pedone del nero · f4 cavallo del bianco · e2 pedone del bianco · b1 cavallo del bianco · e1 re del nero · g1 alfiere del bianco · h1 torre del bianco | d7 torre del bianco · h7 donna del nero · a5 re del bianco · b5 pedone del nero · b4 pedone del nero · f4 cavallo del bianco · e2 pedone del bianco · b1 cavallo del bianco · e1 re del nero · g1 alfiere del bianco · h1 torre del bianco | d7 torre del bianco · h7 donna del nero · a5 re del bianco · b5 pedone del nero · b4 pedone del nero · f4 cavallo del bianco · e2 pedone del bianco · b1 cavallo del bianco · e1 re del nero · g1 alfiere del bianco · h1 torre del bianco | d7 torre del bianco · h7 donna del nero · a5 re del bianco · b5 pedone del nero · b4 pedone del nero · f4 cavallo del bianco · e2 pedone del bianco · b1 cavallo del bianco · e1 re del nero · g1 alfiere del bianco · h1 torre del bianco | d7 torre del bianco · h7 donna del nero · a5 re del bianco · b5 pedone del nero · b4 pedone del nero · f4 cavallo del bianco · e2 pedone del bianco · b1 cavallo del bianco · e1 re del nero · g1 alfiere del bianco · h1 torre del bianco | d7 torre del bianco · h7 donna del nero · a5 re del bianco · b5 pedone del nero · b4 pedone del nero · f4 cavallo del bianco · e2 pedone del bianco · b1 cavallo del bianco · e1 re del nero · g1 alfiere del bianco · h1 torre del bianco | 3 |
| 2 | d7 torre del bianco · h7 donna del nero · a5 re del bianco · b5 pedone del nero · b4 pedone del nero · f4 cavallo del bianco · e2 pedone del bianco · b1 cavallo del bianco · e1 re del nero · g1 alfiere del bianco · h1 torre del bianco | d7 torre del bianco · h7 donna del nero · a5 re del bianco · b5 pedone del nero · b4 pedone del nero · f4 cavallo del bianco · e2 pedone del bianco · b1 cavallo del bianco · e1 re del nero · g1 alfiere del bianco · h1 torre del bianco | d7 torre del bianco · h7 donna del nero · a5 re del bianco · b5 pedone del nero · b4 pedone del nero · f4 cavallo del bianco · e2 pedone del bianco · b1 cavallo del bianco · e1 re del nero · g1 alfiere del bianco · h1 torre del bianco | d7 torre del bianco · h7 donna del nero · a5 re del bianco · b5 pedone del nero · b4 pedone del nero · f4 cavallo del bianco · e2 pedone del bianco · b1 cavallo del bianco · e1 re del nero · g1 alfiere del bianco · h1 torre del bianco | d7 torre del bianco · h7 donna del nero · a5 re del bianco · b5 pedone del nero · b4 pedone del nero · f4 cavallo del bianco · e2 pedone del bianco · b1 cavallo del bianco · e1 re del nero · g1 alfiere del bianco · h1 torre del bianco | d7 torre del bianco · h7 donna del nero · a5 re del bianco · b5 pedone del nero · b4 pedone del nero · f4 cavallo del bianco · e2 pedone del bianco · b1 cavallo del bianco · e1 re del nero · g1 alfiere del bianco · h1 torre del bianco | d7 torre del bianco · h7 donna del nero · a5 re del bianco · b5 pedone del nero · b4 pedone del nero · f4 cavallo del bianco · e2 pedone del bianco · b1 cavallo del bianco · e1 re del nero · g1 alfiere del bianco · h1 torre del bianco | d7 torre del bianco · h7 donna del nero · a5 re del bianco · b5 pedone del nero · b4 pedone del nero · f4 cavallo del bianco · e2 pedone del bianco · b1 cavallo del bianco · e1 re del nero · g1 alfiere del bianco · h1 torre del bianco | 2 |
| 1 | d7 torre del bianco · h7 donna del nero · a5 re del bianco · b5 pedone del nero · b4 pedone del nero · f4 cavallo del bianco · e2 pedone del bianco · b1 cavallo del bianco · e1 re del nero · g1 alfiere del bianco · h1 torre del bianco | d7 torre del bianco · h7 donna del nero · a5 re del bianco · b5 pedone del nero · b4 pedone del nero · f4 cavallo del bianco · e2 pedone del bianco · b1 cavallo del bianco · e1 re del nero · g1 alfiere del bianco · h1 torre del bianco | d7 torre del bianco · h7 donna del nero · a5 re del bianco · b5 pedone del nero · b4 pedone del nero · f4 cavallo del bianco · e2 pedone del bianco · b1 cavallo del bianco · e1 re del nero · g1 alfiere del bianco · h1 torre del bianco | d7 torre del bianco · h7 donna del nero · a5 re del bianco · b5 pedone del nero · b4 pedone del nero · f4 cavallo del bianco · e2 pedone del bianco · b1 cavallo del bianco · e1 re del nero · g1 alfiere del bianco · h1 torre del bianco | d7 torre del bianco · h7 donna del nero · a5 re del bianco · b5 pedone del nero · b4 pedone del nero · f4 cavallo del bianco · e2 pedone del bianco · b1 cavallo del bianco · e1 re del nero · g1 alfiere del bianco · h1 torre del bianco | d7 torre del bianco · h7 donna del nero · a5 re del bianco · b5 pedone del nero · b4 pedone del nero · f4 cavallo del bianco · e2 pedone del bianco · b1 cavallo del bianco · e1 re del nero · g1 alfiere del bianco · h1 torre del bianco | d7 torre del bianco · h7 donna del nero · a5 re del bianco · b5 pedone del nero · b4 pedone del nero · f4 cavallo del bianco · e2 pedone del bianco · b1 cavallo del bianco · e1 re del nero · g1 alfiere del bianco · h1 torre del bianco | d7 torre del bianco · h7 donna del nero · a5 re del bianco · b5 pedone del nero · b4 pedone del nero · f4 cavallo del bianco · e2 pedone del bianco · b1 cavallo del bianco · e1 re del nero · g1 alfiere del bianco · h1 torre del bianco | 1 |
|   | a | b | c | d | e | f | g | h |   |

|   | a | b | c | d | e | f | g | h |   |
| 8 | d7 pedone del nero · g7 re del bianco · a6 alfiere del nero · b6 torre del bianco · c5 pedone del bianco · c4 cavallo del bianco · d4 cavallo del bianco · e4 re del nero · h4 pedone del nero · a3 alfiere del nero · h3 pedone del bianco · a2 cavallo del nero · b2 pedone del bianco · d2 donna del bianco | d7 pedone del nero · g7 re del bianco · a6 alfiere del nero · b6 torre del bianco · c5 pedone del bianco · c4 cavallo del bianco · d4 cavallo del bianco · e4 re del nero · h4 pedone del nero · a3 alfiere del nero · h3 pedone del bianco · a2 cavallo del nero · b2 pedone del bianco · d2 donna del bianco | d7 pedone del nero · g7 re del bianco · a6 alfiere del nero · b6 torre del bianco · c5 pedone del bianco · c4 cavallo del bianco · d4 cavallo del bianco · e4 re del nero · h4 pedone del nero · a3 alfiere del nero · h3 pedone del bianco · a2 cavallo del nero · b2 pedone del bianco · d2 donna del bianco | d7 pedone del nero · g7 re del bianco · a6 alfiere del nero · b6 torre del bianco · c5 pedone del bianco · c4 cavallo del bianco · d4 cavallo del bianco · e4 re del nero · h4 pedone del nero · a3 alfiere del nero · h3 pedone del bianco · a2 cavallo del nero · b2 pedone del bianco · d2 donna del bianco | d7 pedone del nero · g7 re del bianco · a6 alfiere del nero · b6 torre del bianco · c5 pedone del bianco · c4 cavallo del bianco · d4 cavallo del bianco · e4 re del nero · h4 pedone del nero · a3 alfiere del nero · h3 pedone del bianco · a2 cavallo del nero · b2 pedone del bianco · d2 donna del bianco | d7 pedone del nero · g7 re del bianco · a6 alfiere del nero · b6 torre del bianco · c5 pedone del bianco · c4 cavallo del bianco · d4 cavallo del bianco · e4 re del nero · h4 pedone del nero · a3 alfiere del nero · h3 pedone del bianco · a2 cavallo del nero · b2 pedone del bianco · d2 donna del bianco | d7 pedone del nero · g7 re del bianco · a6 alfiere del nero · b6 torre del bianco · c5 pedone del bianco · c4 cavallo del bianco · d4 cavallo del bianco · e4 re del nero · h4 pedone del nero · a3 alfiere del nero · h3 pedone del bianco · a2 cavallo del nero · b2 pedone del bianco · d2 donna del bianco | d7 pedone del nero · g7 re del bianco · a6 alfiere del nero · b6 torre del bianco · c5 pedone del bianco · c4 cavallo del bianco · d4 cavallo del bianco · e4 re del nero · h4 pedone del nero · a3 alfiere del nero · h3 pedone del bianco · a2 cavallo del nero · b2 pedone del bianco · d2 donna del bianco | 8 |
| 7 | d7 pedone del nero · g7 re del bianco · a6 alfiere del nero · b6 torre del bianco · c5 pedone del bianco · c4 cavallo del bianco · d4 cavallo del bianco · e4 re del nero · h4 pedone del nero · a3 alfiere del nero · h3 pedone del bianco · a2 cavallo del nero · b2 pedone del bianco · d2 donna del bianco | d7 pedone del nero · g7 re del bianco · a6 alfiere del nero · b6 torre del bianco · c5 pedone del bianco · c4 cavallo del bianco · d4 cavallo del bianco · e4 re del nero · h4 pedone del nero · a3 alfiere del nero · h3 pedone del bianco · a2 cavallo del nero · b2 pedone del bianco · d2 donna del bianco | d7 pedone del nero · g7 re del bianco · a6 alfiere del nero · b6 torre del bianco · c5 pedone del bianco · c4 cavallo del bianco · d4 cavallo del bianco · e4 re del nero · h4 pedone del nero · a3 alfiere del nero · h3 pedone del bianco · a2 cavallo del nero · b2 pedone del bianco · d2 donna del bianco | d7 pedone del nero · g7 re del bianco · a6 alfiere del nero · b6 torre del bianco · c5 pedone del bianco · c4 cavallo del bianco · d4 cavallo del bianco · e4 re del nero · h4 pedone del nero · a3 alfiere del nero · h3 pedone del bianco · a2 cavallo del nero · b2 pedone del bianco · d2 donna del bianco | d7 pedone del nero · g7 re del bianco · a6 alfiere del nero · b6 torre del bianco · c5 pedone del bianco · c4 cavallo del bianco · d4 cavallo del bianco · e4 re del nero · h4 pedone del nero · a3 alfiere del nero · h3 pedone del bianco · a2 cavallo del nero · b2 pedone del bianco · d2 donna del bianco | d7 pedone del nero · g7 re del bianco · a6 alfiere del nero · b6 torre del bianco · c5 pedone del bianco · c4 cavallo del bianco · d4 cavallo del bianco · e4 re del nero · h4 pedone del nero · a3 alfiere del nero · h3 pedone del bianco · a2 cavallo del nero · b2 pedone del bianco · d2 donna del bianco | d7 pedone del nero · g7 re del bianco · a6 alfiere del nero · b6 torre del bianco · c5 pedone del bianco · c4 cavallo del bianco · d4 cavallo del bianco · e4 re del nero · h4 pedone del nero · a3 alfiere del nero · h3 pedone del bianco · a2 cavallo del nero · b2 pedone del bianco · d2 donna del bianco | d7 pedone del nero · g7 re del bianco · a6 alfiere del nero · b6 torre del bianco · c5 pedone del bianco · c4 cavallo del bianco · d4 cavallo del bianco · e4 re del nero · h4 pedone del nero · a3 alfiere del nero · h3 pedone del bianco · a2 cavallo del nero · b2 pedone del bianco · d2 donna del bianco | 7 |
| 6 | d7 pedone del nero · g7 re del bianco · a6 alfiere del nero · b6 torre del bianco · c5 pedone del bianco · c4 cavallo del bianco · d4 cavallo del bianco · e4 re del nero · h4 pedone del nero · a3 alfiere del nero · h3 pedone del bianco · a2 cavallo del nero · b2 pedone del bianco · d2 donna del bianco | d7 pedone del nero · g7 re del bianco · a6 alfiere del nero · b6 torre del bianco · c5 pedone del bianco · c4 cavallo del bianco · d4 cavallo del bianco · e4 re del nero · h4 pedone del nero · a3 alfiere del nero · h3 pedone del bianco · a2 cavallo del nero · b2 pedone del bianco · d2 donna del bianco | d7 pedone del nero · g7 re del bianco · a6 alfiere del nero · b6 torre del bianco · c5 pedone del bianco · c4 cavallo del bianco · d4 cavallo del bianco · e4 re del nero · h4 pedone del nero · a3 alfiere del nero · h3 pedone del bianco · a2 cavallo del nero · b2 pedone del bianco · d2 donna del bianco | d7 pedone del nero · g7 re del bianco · a6 alfiere del nero · b6 torre del bianco · c5 pedone del bianco · c4 cavallo del bianco · d4 cavallo del bianco · e4 re del nero · h4 pedone del nero · a3 alfiere del nero · h3 pedone del bianco · a2 cavallo del nero · b2 pedone del bianco · d2 donna del bianco | d7 pedone del nero · g7 re del bianco · a6 alfiere del nero · b6 torre del bianco · c5 pedone del bianco · c4 cavallo del bianco · d4 cavallo del bianco · e4 re del nero · h4 pedone del nero · a3 alfiere del nero · h3 pedone del bianco · a2 cavallo del nero · b2 pedone del bianco · d2 donna del bianco | d7 pedone del nero · g7 re del bianco · a6 alfiere del nero · b6 torre del bianco · c5 pedone del bianco · c4 cavallo del bianco · d4 cavallo del bianco · e4 re del nero · h4 pedone del nero · a3 alfiere del nero · h3 pedone del bianco · a2 cavallo del nero · b2 pedone del bianco · d2 donna del bianco | d7 pedone del nero · g7 re del bianco · a6 alfiere del nero · b6 torre del bianco · c5 pedone del bianco · c4 cavallo del bianco · d4 cavallo del bianco · e4 re del nero · h4 pedone del nero · a3 alfiere del nero · h3 pedone del bianco · a2 cavallo del nero · b2 pedone del bianco · d2 donna del bianco | d7 pedone del nero · g7 re del bianco · a6 alfiere del nero · b6 torre del bianco · c5 pedone del bianco · c4 cavallo del bianco · d4 cavallo del bianco · e4 re del nero · h4 pedone del nero · a3 alfiere del nero · h3 pedone del bianco · a2 cavallo del nero · b2 pedone del bianco · d2 donna del bianco | 6 |
| 5 | d7 pedone del nero · g7 re del bianco · a6 alfiere del nero · b6 torre del bianco · c5 pedone del bianco · c4 cavallo del bianco · d4 cavallo del bianco · e4 re del nero · h4 pedone del nero · a3 alfiere del nero · h3 pedone del bianco · a2 cavallo del nero · b2 pedone del bianco · d2 donna del bianco | d7 pedone del nero · g7 re del bianco · a6 alfiere del nero · b6 torre del bianco · c5 pedone del bianco · c4 cavallo del bianco · d4 cavallo del bianco · e4 re del nero · h4 pedone del nero · a3 alfiere del nero · h3 pedone del bianco · a2 cavallo del nero · b2 pedone del bianco · d2 donna del bianco | d7 pedone del nero · g7 re del bianco · a6 alfiere del nero · b6 torre del bianco · c5 pedone del bianco · c4 cavallo del bianco · d4 cavallo del bianco · e4 re del nero · h4 pedone del nero · a3 alfiere del nero · h3 pedone del bianco · a2 cavallo del nero · b2 pedone del bianco · d2 donna del bianco | d7 pedone del nero · g7 re del bianco · a6 alfiere del nero · b6 torre del bianco · c5 pedone del bianco · c4 cavallo del bianco · d4 cavallo del bianco · e4 re del nero · h4 pedone del nero · a3 alfiere del nero · h3 pedone del bianco · a2 cavallo del nero · b2 pedone del bianco · d2 donna del bianco | d7 pedone del nero · g7 re del bianco · a6 alfiere del nero · b6 torre del bianco · c5 pedone del bianco · c4 cavallo del bianco · d4 cavallo del bianco · e4 re del nero · h4 pedone del nero · a3 alfiere del nero · h3 pedone del bianco · a2 cavallo del nero · b2 pedone del bianco · d2 donna del bianco | d7 pedone del nero · g7 re del bianco · a6 alfiere del nero · b6 torre del bianco · c5 pedone del bianco · c4 cavallo del bianco · d4 cavallo del bianco · e4 re del nero · h4 pedone del nero · a3 alfiere del nero · h3 pedone del bianco · a2 cavallo del nero · b2 pedone del bianco · d2 donna del bianco | d7 pedone del nero · g7 re del bianco · a6 alfiere del nero · b6 torre del bianco · c5 pedone del bianco · c4 cavallo del bianco · d4 cavallo del bianco · e4 re del nero · h4 pedone del nero · a3 alfiere del nero · h3 pedone del bianco · a2 cavallo del nero · b2 pedone del bianco · d2 donna del bianco | d7 pedone del nero · g7 re del bianco · a6 alfiere del nero · b6 torre del bianco · c5 pedone del bianco · c4 cavallo del bianco · d4 cavallo del bianco · e4 re del nero · h4 pedone del nero · a3 alfiere del nero · h3 pedone del bianco · a2 cavallo del nero · b2 pedone del bianco · d2 donna del bianco | 5 |
| 4 | d7 pedone del nero · g7 re del bianco · a6 alfiere del nero · b6 torre del bianco · c5 pedone del bianco · c4 cavallo del bianco · d4 cavallo del bianco · e4 re del nero · h4 pedone del nero · a3 alfiere del nero · h3 pedone del bianco · a2 cavallo del nero · b2 pedone del bianco · d2 donna del bianco | d7 pedone del nero · g7 re del bianco · a6 alfiere del nero · b6 torre del bianco · c5 pedone del bianco · c4 cavallo del bianco · d4 cavallo del bianco · e4 re del nero · h4 pedone del nero · a3 alfiere del nero · h3 pedone del bianco · a2 cavallo del nero · b2 pedone del bianco · d2 donna del bianco | d7 pedone del nero · g7 re del bianco · a6 alfiere del nero · b6 torre del bianco · c5 pedone del bianco · c4 cavallo del bianco · d4 cavallo del bianco · e4 re del nero · h4 pedone del nero · a3 alfiere del nero · h3 pedone del bianco · a2 cavallo del nero · b2 pedone del bianco · d2 donna del bianco | d7 pedone del nero · g7 re del bianco · a6 alfiere del nero · b6 torre del bianco · c5 pedone del bianco · c4 cavallo del bianco · d4 cavallo del bianco · e4 re del nero · h4 pedone del nero · a3 alfiere del nero · h3 pedone del bianco · a2 cavallo del nero · b2 pedone del bianco · d2 donna del bianco | d7 pedone del nero · g7 re del bianco · a6 alfiere del nero · b6 torre del bianco · c5 pedone del bianco · c4 cavallo del bianco · d4 cavallo del bianco · e4 re del nero · h4 pedone del nero · a3 alfiere del nero · h3 pedone del bianco · a2 cavallo del nero · b2 pedone del bianco · d2 donna del bianco | d7 pedone del nero · g7 re del bianco · a6 alfiere del nero · b6 torre del bianco · c5 pedone del bianco · c4 cavallo del bianco · d4 cavallo del bianco · e4 re del nero · h4 pedone del nero · a3 alfiere del nero · h3 pedone del bianco · a2 cavallo del nero · b2 pedone del bianco · d2 donna del bianco | d7 pedone del nero · g7 re del bianco · a6 alfiere del nero · b6 torre del bianco · c5 pedone del bianco · c4 cavallo del bianco · d4 cavallo del bianco · e4 re del nero · h4 pedone del nero · a3 alfiere del nero · h3 pedone del bianco · a2 cavallo del nero · b2 pedone del bianco · d2 donna del bianco | d7 pedone del nero · g7 re del bianco · a6 alfiere del nero · b6 torre del bianco · c5 pedone del bianco · c4 cavallo del bianco · d4 cavallo del bianco · e4 re del nero · h4 pedone del nero · a3 alfiere del nero · h3 pedone del bianco · a2 cavallo del nero · b2 pedone del bianco · d2 donna del bianco | 4 |
| 3 | d7 pedone del nero · g7 re del bianco · a6 alfiere del nero · b6 torre del bianco · c5 pedone del bianco · c4 cavallo del bianco · d4 cavallo del bianco · e4 re del nero · h4 pedone del nero · a3 alfiere del nero · h3 pedone del bianco · a2 cavallo del nero · b2 pedone del bianco · d2 donna del bianco | d7 pedone del nero · g7 re del bianco · a6 alfiere del nero · b6 torre del bianco · c5 pedone del bianco · c4 cavallo del bianco · d4 cavallo del bianco · e4 re del nero · h4 pedone del nero · a3 alfiere del nero · h3 pedone del bianco · a2 cavallo del nero · b2 pedone del bianco · d2 donna del bianco | d7 pedone del nero · g7 re del bianco · a6 alfiere del nero · b6 torre del bianco · c5 pedone del bianco · c4 cavallo del bianco · d4 cavallo del bianco · e4 re del nero · h4 pedone del nero · a3 alfiere del nero · h3 pedone del bianco · a2 cavallo del nero · b2 pedone del bianco · d2 donna del bianco | d7 pedone del nero · g7 re del bianco · a6 alfiere del nero · b6 torre del bianco · c5 pedone del bianco · c4 cavallo del bianco · d4 cavallo del bianco · e4 re del nero · h4 pedone del nero · a3 alfiere del nero · h3 pedone del bianco · a2 cavallo del nero · b2 pedone del bianco · d2 donna del bianco | d7 pedone del nero · g7 re del bianco · a6 alfiere del nero · b6 torre del bianco · c5 pedone del bianco · c4 cavallo del bianco · d4 cavallo del bianco · e4 re del nero · h4 pedone del nero · a3 alfiere del nero · h3 pedone del bianco · a2 cavallo del nero · b2 pedone del bianco · d2 donna del bianco | d7 pedone del nero · g7 re del bianco · a6 alfiere del nero · b6 torre del bianco · c5 pedone del bianco · c4 cavallo del bianco · d4 cavallo del bianco · e4 re del nero · h4 pedone del nero · a3 alfiere del nero · h3 pedone del bianco · a2 cavallo del nero · b2 pedone del bianco · d2 donna del bianco | d7 pedone del nero · g7 re del bianco · a6 alfiere del nero · b6 torre del bianco · c5 pedone del bianco · c4 cavallo del bianco · d4 cavallo del bianco · e4 re del nero · h4 pedone del nero · a3 alfiere del nero · h3 pedone del bianco · a2 cavallo del nero · b2 pedone del bianco · d2 donna del bianco | d7 pedone del nero · g7 re del bianco · a6 alfiere del nero · b6 torre del bianco · c5 pedone del bianco · c4 cavallo del bianco · d4 cavallo del bianco · e4 re del nero · h4 pedone del nero · a3 alfiere del nero · h3 pedone del bianco · a2 cavallo del nero · b2 pedone del bianco · d2 donna del bianco | 3 |
| 2 | d7 pedone del nero · g7 re del bianco · a6 alfiere del nero · b6 torre del bianco · c5 pedone del bianco · c4 cavallo del bianco · d4 cavallo del bianco · e4 re del nero · h4 pedone del nero · a3 alfiere del nero · h3 pedone del bianco · a2 cavallo del nero · b2 pedone del bianco · d2 donna del bianco | d7 pedone del nero · g7 re del bianco · a6 alfiere del nero · b6 torre del bianco · c5 pedone del bianco · c4 cavallo del bianco · d4 cavallo del bianco · e4 re del nero · h4 pedone del nero · a3 alfiere del nero · h3 pedone del bianco · a2 cavallo del nero · b2 pedone del bianco · d2 donna del bianco | d7 pedone del nero · g7 re del bianco · a6 alfiere del nero · b6 torre del bianco · c5 pedone del bianco · c4 cavallo del bianco · d4 cavallo del bianco · e4 re del nero · h4 pedone del nero · a3 alfiere del nero · h3 pedone del bianco · a2 cavallo del nero · b2 pedone del bianco · d2 donna del bianco | d7 pedone del nero · g7 re del bianco · a6 alfiere del nero · b6 torre del bianco · c5 pedone del bianco · c4 cavallo del bianco · d4 cavallo del bianco · e4 re del nero · h4 pedone del nero · a3 alfiere del nero · h3 pedone del bianco · a2 cavallo del nero · b2 pedone del bianco · d2 donna del bianco | d7 pedone del nero · g7 re del bianco · a6 alfiere del nero · b6 torre del bianco · c5 pedone del bianco · c4 cavallo del bianco · d4 cavallo del bianco · e4 re del nero · h4 pedone del nero · a3 alfiere del nero · h3 pedone del bianco · a2 cavallo del nero · b2 pedone del bianco · d2 donna del bianco | d7 pedone del nero · g7 re del bianco · a6 alfiere del nero · b6 torre del bianco · c5 pedone del bianco · c4 cavallo del bianco · d4 cavallo del bianco · e4 re del nero · h4 pedone del nero · a3 alfiere del nero · h3 pedone del bianco · a2 cavallo del nero · b2 pedone del bianco · d2 donna del bianco | d7 pedone del nero · g7 re del bianco · a6 alfiere del nero · b6 torre del bianco · c5 pedone del bianco · c4 cavallo del bianco · d4 cavallo del bianco · e4 re del nero · h4 pedone del nero · a3 alfiere del nero · h3 pedone del bianco · a2 cavallo del nero · b2 pedone del bianco · d2 donna del bianco | d7 pedone del nero · g7 re del bianco · a6 alfiere del nero · b6 torre del bianco · c5 pedone del bianco · c4 cavallo del bianco · d4 cavallo del bianco · e4 re del nero · h4 pedone del nero · a3 alfiere del nero · h3 pedone del bianco · a2 cavallo del nero · b2 pedone del bianco · d2 donna del bianco | 2 |
| 1 | d7 pedone del nero · g7 re del bianco · a6 alfiere del nero · b6 torre del bianco · c5 pedone del bianco · c4 cavallo del bianco · d4 cavallo del bianco · e4 re del nero · h4 pedone del nero · a3 alfiere del nero · h3 pedone del bianco · a2 cavallo del nero · b2 pedone del bianco · d2 donna del bianco | d7 pedone del nero · g7 re del bianco · a6 alfiere del nero · b6 torre del bianco · c5 pedone del bianco · c4 cavallo del bianco · d4 cavallo del bianco · e4 re del nero · h4 pedone del nero · a3 alfiere del nero · h3 pedone del bianco · a2 cavallo del nero · b2 pedone del bianco · d2 donna del bianco | d7 pedone del nero · g7 re del bianco · a6 alfiere del nero · b6 torre del bianco · c5 pedone del bianco · c4 cavallo del bianco · d4 cavallo del bianco · e4 re del nero · h4 pedone del nero · a3 alfiere del nero · h3 pedone del bianco · a2 cavallo del nero · b2 pedone del bianco · d2 donna del bianco | d7 pedone del nero · g7 re del bianco · a6 alfiere del nero · b6 torre del bianco · c5 pedone del bianco · c4 cavallo del bianco · d4 cavallo del bianco · e4 re del nero · h4 pedone del nero · a3 alfiere del nero · h3 pedone del bianco · a2 cavallo del nero · b2 pedone del bianco · d2 donna del bianco | d7 pedone del nero · g7 re del bianco · a6 alfiere del nero · b6 torre del bianco · c5 pedone del bianco · c4 cavallo del bianco · d4 cavallo del bianco · e4 re del nero · h4 pedone del nero · a3 alfiere del nero · h3 pedone del bianco · a2 cavallo del nero · b2 pedone del bianco · d2 donna del bianco | d7 pedone del nero · g7 re del bianco · a6 alfiere del nero · b6 torre del bianco · c5 pedone del bianco · c4 cavallo del bianco · d4 cavallo del bianco · e4 re del nero · h4 pedone del nero · a3 alfiere del nero · h3 pedone del bianco · a2 cavallo del nero · b2 pedone del bianco · d2 donna del bianco | d7 pedone del nero · g7 re del bianco · a6 alfiere del nero · b6 torre del bianco · c5 pedone del bianco · c4 cavallo del bianco · d4 cavallo del bianco · e4 re del nero · h4 pedone del nero · a3 alfiere del nero · h3 pedone del bianco · a2 cavallo del nero · b2 pedone del bianco · d2 donna del bianco | d7 pedone del nero · g7 re del bianco · a6 alfiere del nero · b6 torre del bianco · c5 pedone del bianco · c4 cavallo del bianco · d4 cavallo del bianco · e4 re del nero · h4 pedone del nero · a3 alfiere del nero · h3 pedone del bianco · a2 cavallo del nero · b2 pedone del bianco · d2 donna del bianco | 1 |
|   | a | b | c | d | e | f | g | h |   |

Soluzione:
1. Tg6 !  (min. 2. Cd6+ Re5 3. Tg5#)
1... Axc5  2. Df4+! Rxf4  3. Tg4#

(2... Rd5 3. Ce3# - 2... Rd3 3. Ce5#)

1... Rd5  2. Tg5+ Re4 3. Te5#

(2... Rxc4 3. b3#)

|   | a | b | c | d | e | f | g | h |   |
| 8 | g8 cavallo del bianco · b7 donna del bianco · c7 re del bianco · d7 pedone del nero · h7 cavallo del nero · f5 re del nero · a4 cavallo del nero · c4 torre del bianco · e4 torre del bianco · h4 pedone del bianco · c3 pedone del bianco · d3 pedone del nero · d2 torre del nero · f2 torre del nero | g8 cavallo del bianco · b7 donna del bianco · c7 re del bianco · d7 pedone del nero · h7 cavallo del nero · f5 re del nero · a4 cavallo del nero · c4 torre del bianco · e4 torre del bianco · h4 pedone del bianco · c3 pedone del bianco · d3 pedone del nero · d2 torre del nero · f2 torre del nero | g8 cavallo del bianco · b7 donna del bianco · c7 re del bianco · d7 pedone del nero · h7 cavallo del nero · f5 re del nero · a4 cavallo del nero · c4 torre del bianco · e4 torre del bianco · h4 pedone del bianco · c3 pedone del bianco · d3 pedone del nero · d2 torre del nero · f2 torre del nero | g8 cavallo del bianco · b7 donna del bianco · c7 re del bianco · d7 pedone del nero · h7 cavallo del nero · f5 re del nero · a4 cavallo del nero · c4 torre del bianco · e4 torre del bianco · h4 pedone del bianco · c3 pedone del bianco · d3 pedone del nero · d2 torre del nero · f2 torre del nero | g8 cavallo del bianco · b7 donna del bianco · c7 re del bianco · d7 pedone del nero · h7 cavallo del nero · f5 re del nero · a4 cavallo del nero · c4 torre del bianco · e4 torre del bianco · h4 pedone del bianco · c3 pedone del bianco · d3 pedone del nero · d2 torre del nero · f2 torre del nero | g8 cavallo del bianco · b7 donna del bianco · c7 re del bianco · d7 pedone del nero · h7 cavallo del nero · f5 re del nero · a4 cavallo del nero · c4 torre del bianco · e4 torre del bianco · h4 pedone del bianco · c3 pedone del bianco · d3 pedone del nero · d2 torre del nero · f2 torre del nero | g8 cavallo del bianco · b7 donna del bianco · c7 re del bianco · d7 pedone del nero · h7 cavallo del nero · f5 re del nero · a4 cavallo del nero · c4 torre del bianco · e4 torre del bianco · h4 pedone del bianco · c3 pedone del bianco · d3 pedone del nero · d2 torre del nero · f2 torre del nero | g8 cavallo del bianco · b7 donna del bianco · c7 re del bianco · d7 pedone del nero · h7 cavallo del nero · f5 re del nero · a4 cavallo del nero · c4 torre del bianco · e4 torre del bianco · h4 pedone del bianco · c3 pedone del bianco · d3 pedone del nero · d2 torre del nero · f2 torre del nero | 8 |
| 7 | g8 cavallo del bianco · b7 donna del bianco · c7 re del bianco · d7 pedone del nero · h7 cavallo del nero · f5 re del nero · a4 cavallo del nero · c4 torre del bianco · e4 torre del bianco · h4 pedone del bianco · c3 pedone del bianco · d3 pedone del nero · d2 torre del nero · f2 torre del nero | g8 cavallo del bianco · b7 donna del bianco · c7 re del bianco · d7 pedone del nero · h7 cavallo del nero · f5 re del nero · a4 cavallo del nero · c4 torre del bianco · e4 torre del bianco · h4 pedone del bianco · c3 pedone del bianco · d3 pedone del nero · d2 torre del nero · f2 torre del nero | g8 cavallo del bianco · b7 donna del bianco · c7 re del bianco · d7 pedone del nero · h7 cavallo del nero · f5 re del nero · a4 cavallo del nero · c4 torre del bianco · e4 torre del bianco · h4 pedone del bianco · c3 pedone del bianco · d3 pedone del nero · d2 torre del nero · f2 torre del nero | g8 cavallo del bianco · b7 donna del bianco · c7 re del bianco · d7 pedone del nero · h7 cavallo del nero · f5 re del nero · a4 cavallo del nero · c4 torre del bianco · e4 torre del bianco · h4 pedone del bianco · c3 pedone del bianco · d3 pedone del nero · d2 torre del nero · f2 torre del nero | g8 cavallo del bianco · b7 donna del bianco · c7 re del bianco · d7 pedone del nero · h7 cavallo del nero · f5 re del nero · a4 cavallo del nero · c4 torre del bianco · e4 torre del bianco · h4 pedone del bianco · c3 pedone del bianco · d3 pedone del nero · d2 torre del nero · f2 torre del nero | g8 cavallo del bianco · b7 donna del bianco · c7 re del bianco · d7 pedone del nero · h7 cavallo del nero · f5 re del nero · a4 cavallo del nero · c4 torre del bianco · e4 torre del bianco · h4 pedone del bianco · c3 pedone del bianco · d3 pedone del nero · d2 torre del nero · f2 torre del nero | g8 cavallo del bianco · b7 donna del bianco · c7 re del bianco · d7 pedone del nero · h7 cavallo del nero · f5 re del nero · a4 cavallo del nero · c4 torre del bianco · e4 torre del bianco · h4 pedone del bianco · c3 pedone del bianco · d3 pedone del nero · d2 torre del nero · f2 torre del nero | g8 cavallo del bianco · b7 donna del bianco · c7 re del bianco · d7 pedone del nero · h7 cavallo del nero · f5 re del nero · a4 cavallo del nero · c4 torre del bianco · e4 torre del bianco · h4 pedone del bianco · c3 pedone del bianco · d3 pedone del nero · d2 torre del nero · f2 torre del nero | 7 |
| 6 | g8 cavallo del bianco · b7 donna del bianco · c7 re del bianco · d7 pedone del nero · h7 cavallo del nero · f5 re del nero · a4 cavallo del nero · c4 torre del bianco · e4 torre del bianco · h4 pedone del bianco · c3 pedone del bianco · d3 pedone del nero · d2 torre del nero · f2 torre del nero | g8 cavallo del bianco · b7 donna del bianco · c7 re del bianco · d7 pedone del nero · h7 cavallo del nero · f5 re del nero · a4 cavallo del nero · c4 torre del bianco · e4 torre del bianco · h4 pedone del bianco · c3 pedone del bianco · d3 pedone del nero · d2 torre del nero · f2 torre del nero | g8 cavallo del bianco · b7 donna del bianco · c7 re del bianco · d7 pedone del nero · h7 cavallo del nero · f5 re del nero · a4 cavallo del nero · c4 torre del bianco · e4 torre del bianco · h4 pedone del bianco · c3 pedone del bianco · d3 pedone del nero · d2 torre del nero · f2 torre del nero | g8 cavallo del bianco · b7 donna del bianco · c7 re del bianco · d7 pedone del nero · h7 cavallo del nero · f5 re del nero · a4 cavallo del nero · c4 torre del bianco · e4 torre del bianco · h4 pedone del bianco · c3 pedone del bianco · d3 pedone del nero · d2 torre del nero · f2 torre del nero | g8 cavallo del bianco · b7 donna del bianco · c7 re del bianco · d7 pedone del nero · h7 cavallo del nero · f5 re del nero · a4 cavallo del nero · c4 torre del bianco · e4 torre del bianco · h4 pedone del bianco · c3 pedone del bianco · d3 pedone del nero · d2 torre del nero · f2 torre del nero | g8 cavallo del bianco · b7 donna del bianco · c7 re del bianco · d7 pedone del nero · h7 cavallo del nero · f5 re del nero · a4 cavallo del nero · c4 torre del bianco · e4 torre del bianco · h4 pedone del bianco · c3 pedone del bianco · d3 pedone del nero · d2 torre del nero · f2 torre del nero | g8 cavallo del bianco · b7 donna del bianco · c7 re del bianco · d7 pedone del nero · h7 cavallo del nero · f5 re del nero · a4 cavallo del nero · c4 torre del bianco · e4 torre del bianco · h4 pedone del bianco · c3 pedone del bianco · d3 pedone del nero · d2 torre del nero · f2 torre del nero | g8 cavallo del bianco · b7 donna del bianco · c7 re del bianco · d7 pedone del nero · h7 cavallo del nero · f5 re del nero · a4 cavallo del nero · c4 torre del bianco · e4 torre del bianco · h4 pedone del bianco · c3 pedone del bianco · d3 pedone del nero · d2 torre del nero · f2 torre del nero | 6 |
| 5 | g8 cavallo del bianco · b7 donna del bianco · c7 re del bianco · d7 pedone del nero · h7 cavallo del nero · f5 re del nero · a4 cavallo del nero · c4 torre del bianco · e4 torre del bianco · h4 pedone del bianco · c3 pedone del bianco · d3 pedone del nero · d2 torre del nero · f2 torre del nero | g8 cavallo del bianco · b7 donna del bianco · c7 re del bianco · d7 pedone del nero · h7 cavallo del nero · f5 re del nero · a4 cavallo del nero · c4 torre del bianco · e4 torre del bianco · h4 pedone del bianco · c3 pedone del bianco · d3 pedone del nero · d2 torre del nero · f2 torre del nero | g8 cavallo del bianco · b7 donna del bianco · c7 re del bianco · d7 pedone del nero · h7 cavallo del nero · f5 re del nero · a4 cavallo del nero · c4 torre del bianco · e4 torre del bianco · h4 pedone del bianco · c3 pedone del bianco · d3 pedone del nero · d2 torre del nero · f2 torre del nero | g8 cavallo del bianco · b7 donna del bianco · c7 re del bianco · d7 pedone del nero · h7 cavallo del nero · f5 re del nero · a4 cavallo del nero · c4 torre del bianco · e4 torre del bianco · h4 pedone del bianco · c3 pedone del bianco · d3 pedone del nero · d2 torre del nero · f2 torre del nero | g8 cavallo del bianco · b7 donna del bianco · c7 re del bianco · d7 pedone del nero · h7 cavallo del nero · f5 re del nero · a4 cavallo del nero · c4 torre del bianco · e4 torre del bianco · h4 pedone del bianco · c3 pedone del bianco · d3 pedone del nero · d2 torre del nero · f2 torre del nero | g8 cavallo del bianco · b7 donna del bianco · c7 re del bianco · d7 pedone del nero · h7 cavallo del nero · f5 re del nero · a4 cavallo del nero · c4 torre del bianco · e4 torre del bianco · h4 pedone del bianco · c3 pedone del bianco · d3 pedone del nero · d2 torre del nero · f2 torre del nero | g8 cavallo del bianco · b7 donna del bianco · c7 re del bianco · d7 pedone del nero · h7 cavallo del nero · f5 re del nero · a4 cavallo del nero · c4 torre del bianco · e4 torre del bianco · h4 pedone del bianco · c3 pedone del bianco · d3 pedone del nero · d2 torre del nero · f2 torre del nero | g8 cavallo del bianco · b7 donna del bianco · c7 re del bianco · d7 pedone del nero · h7 cavallo del nero · f5 re del nero · a4 cavallo del nero · c4 torre del bianco · e4 torre del bianco · h4 pedone del bianco · c3 pedone del bianco · d3 pedone del nero · d2 torre del nero · f2 torre del nero | 5 |
| 4 | g8 cavallo del bianco · b7 donna del bianco · c7 re del bianco · d7 pedone del nero · h7 cavallo del nero · f5 re del nero · a4 cavallo del nero · c4 torre del bianco · e4 torre del bianco · h4 pedone del bianco · c3 pedone del bianco · d3 pedone del nero · d2 torre del nero · f2 torre del nero | g8 cavallo del bianco · b7 donna del bianco · c7 re del bianco · d7 pedone del nero · h7 cavallo del nero · f5 re del nero · a4 cavallo del nero · c4 torre del bianco · e4 torre del bianco · h4 pedone del bianco · c3 pedone del bianco · d3 pedone del nero · d2 torre del nero · f2 torre del nero | g8 cavallo del bianco · b7 donna del bianco · c7 re del bianco · d7 pedone del nero · h7 cavallo del nero · f5 re del nero · a4 cavallo del nero · c4 torre del bianco · e4 torre del bianco · h4 pedone del bianco · c3 pedone del bianco · d3 pedone del nero · d2 torre del nero · f2 torre del nero | g8 cavallo del bianco · b7 donna del bianco · c7 re del bianco · d7 pedone del nero · h7 cavallo del nero · f5 re del nero · a4 cavallo del nero · c4 torre del bianco · e4 torre del bianco · h4 pedone del bianco · c3 pedone del bianco · d3 pedone del nero · d2 torre del nero · f2 torre del nero | g8 cavallo del bianco · b7 donna del bianco · c7 re del bianco · d7 pedone del nero · h7 cavallo del nero · f5 re del nero · a4 cavallo del nero · c4 torre del bianco · e4 torre del bianco · h4 pedone del bianco · c3 pedone del bianco · d3 pedone del nero · d2 torre del nero · f2 torre del nero | g8 cavallo del bianco · b7 donna del bianco · c7 re del bianco · d7 pedone del nero · h7 cavallo del nero · f5 re del nero · a4 cavallo del nero · c4 torre del bianco · e4 torre del bianco · h4 pedone del bianco · c3 pedone del bianco · d3 pedone del nero · d2 torre del nero · f2 torre del nero | g8 cavallo del bianco · b7 donna del bianco · c7 re del bianco · d7 pedone del nero · h7 cavallo del nero · f5 re del nero · a4 cavallo del nero · c4 torre del bianco · e4 torre del bianco · h4 pedone del bianco · c3 pedone del bianco · d3 pedone del nero · d2 torre del nero · f2 torre del nero | g8 cavallo del bianco · b7 donna del bianco · c7 re del bianco · d7 pedone del nero · h7 cavallo del nero · f5 re del nero · a4 cavallo del nero · c4 torre del bianco · e4 torre del bianco · h4 pedone del bianco · c3 pedone del bianco · d3 pedone del nero · d2 torre del nero · f2 torre del nero | 4 |
| 3 | g8 cavallo del bianco · b7 donna del bianco · c7 re del bianco · d7 pedone del nero · h7 cavallo del nero · f5 re del nero · a4 cavallo del nero · c4 torre del bianco · e4 torre del bianco · h4 pedone del bianco · c3 pedone del bianco · d3 pedone del nero · d2 torre del nero · f2 torre del nero | g8 cavallo del bianco · b7 donna del bianco · c7 re del bianco · d7 pedone del nero · h7 cavallo del nero · f5 re del nero · a4 cavallo del nero · c4 torre del bianco · e4 torre del bianco · h4 pedone del bianco · c3 pedone del bianco · d3 pedone del nero · d2 torre del nero · f2 torre del nero | g8 cavallo del bianco · b7 donna del bianco · c7 re del bianco · d7 pedone del nero · h7 cavallo del nero · f5 re del nero · a4 cavallo del nero · c4 torre del bianco · e4 torre del bianco · h4 pedone del bianco · c3 pedone del bianco · d3 pedone del nero · d2 torre del nero · f2 torre del nero | g8 cavallo del bianco · b7 donna del bianco · c7 re del bianco · d7 pedone del nero · h7 cavallo del nero · f5 re del nero · a4 cavallo del nero · c4 torre del bianco · e4 torre del bianco · h4 pedone del bianco · c3 pedone del bianco · d3 pedone del nero · d2 torre del nero · f2 torre del nero | g8 cavallo del bianco · b7 donna del bianco · c7 re del bianco · d7 pedone del nero · h7 cavallo del nero · f5 re del nero · a4 cavallo del nero · c4 torre del bianco · e4 torre del bianco · h4 pedone del bianco · c3 pedone del bianco · d3 pedone del nero · d2 torre del nero · f2 torre del nero | g8 cavallo del bianco · b7 donna del bianco · c7 re del bianco · d7 pedone del nero · h7 cavallo del nero · f5 re del nero · a4 cavallo del nero · c4 torre del bianco · e4 torre del bianco · h4 pedone del bianco · c3 pedone del bianco · d3 pedone del nero · d2 torre del nero · f2 torre del nero | g8 cavallo del bianco · b7 donna del bianco · c7 re del bianco · d7 pedone del nero · h7 cavallo del nero · f5 re del nero · a4 cavallo del nero · c4 torre del bianco · e4 torre del bianco · h4 pedone del bianco · c3 pedone del bianco · d3 pedone del nero · d2 torre del nero · f2 torre del nero | g8 cavallo del bianco · b7 donna del bianco · c7 re del bianco · d7 pedone del nero · h7 cavallo del nero · f5 re del nero · a4 cavallo del nero · c4 torre del bianco · e4 torre del bianco · h4 pedone del bianco · c3 pedone del bianco · d3 pedone del nero · d2 torre del nero · f2 torre del nero | 3 |
| 2 | g8 cavallo del bianco · b7 donna del bianco · c7 re del bianco · d7 pedone del nero · h7 cavallo del nero · f5 re del nero · a4 cavallo del nero · c4 torre del bianco · e4 torre del bianco · h4 pedone del bianco · c3 pedone del bianco · d3 pedone del nero · d2 torre del nero · f2 torre del nero | g8 cavallo del bianco · b7 donna del bianco · c7 re del bianco · d7 pedone del nero · h7 cavallo del nero · f5 re del nero · a4 cavallo del nero · c4 torre del bianco · e4 torre del bianco · h4 pedone del bianco · c3 pedone del bianco · d3 pedone del nero · d2 torre del nero · f2 torre del nero | g8 cavallo del bianco · b7 donna del bianco · c7 re del bianco · d7 pedone del nero · h7 cavallo del nero · f5 re del nero · a4 cavallo del nero · c4 torre del bianco · e4 torre del bianco · h4 pedone del bianco · c3 pedone del bianco · d3 pedone del nero · d2 torre del nero · f2 torre del nero | g8 cavallo del bianco · b7 donna del bianco · c7 re del bianco · d7 pedone del nero · h7 cavallo del nero · f5 re del nero · a4 cavallo del nero · c4 torre del bianco · e4 torre del bianco · h4 pedone del bianco · c3 pedone del bianco · d3 pedone del nero · d2 torre del nero · f2 torre del nero | g8 cavallo del bianco · b7 donna del bianco · c7 re del bianco · d7 pedone del nero · h7 cavallo del nero · f5 re del nero · a4 cavallo del nero · c4 torre del bianco · e4 torre del bianco · h4 pedone del bianco · c3 pedone del bianco · d3 pedone del nero · d2 torre del nero · f2 torre del nero | g8 cavallo del bianco · b7 donna del bianco · c7 re del bianco · d7 pedone del nero · h7 cavallo del nero · f5 re del nero · a4 cavallo del nero · c4 torre del bianco · e4 torre del bianco · h4 pedone del bianco · c3 pedone del bianco · d3 pedone del nero · d2 torre del nero · f2 torre del nero | g8 cavallo del bianco · b7 donna del bianco · c7 re del bianco · d7 pedone del nero · h7 cavallo del nero · f5 re del nero · a4 cavallo del nero · c4 torre del bianco · e4 torre del bianco · h4 pedone del bianco · c3 pedone del bianco · d3 pedone del nero · d2 torre del nero · f2 torre del nero | g8 cavallo del bianco · b7 donna del bianco · c7 re del bianco · d7 pedone del nero · h7 cavallo del nero · f5 re del nero · a4 cavallo del nero · c4 torre del bianco · e4 torre del bianco · h4 pedone del bianco · c3 pedone del bianco · d3 pedone del nero · d2 torre del nero · f2 torre del nero | 2 |
| 1 | g8 cavallo del bianco · b7 donna del bianco · c7 re del bianco · d7 pedone del nero · h7 cavallo del nero · f5 re del nero · a4 cavallo del nero · c4 torre del bianco · e4 torre del bianco · h4 pedone del bianco · c3 pedone del bianco · d3 pedone del nero · d2 torre del nero · f2 torre del nero | g8 cavallo del bianco · b7 donna del bianco · c7 re del bianco · d7 pedone del nero · h7 cavallo del nero · f5 re del nero · a4 cavallo del nero · c4 torre del bianco · e4 torre del bianco · h4 pedone del bianco · c3 pedone del bianco · d3 pedone del nero · d2 torre del nero · f2 torre del nero | g8 cavallo del bianco · b7 donna del bianco · c7 re del bianco · d7 pedone del nero · h7 cavallo del nero · f5 re del nero · a4 cavallo del nero · c4 torre del bianco · e4 torre del bianco · h4 pedone del bianco · c3 pedone del bianco · d3 pedone del nero · d2 torre del nero · f2 torre del nero | g8 cavallo del bianco · b7 donna del bianco · c7 re del bianco · d7 pedone del nero · h7 cavallo del nero · f5 re del nero · a4 cavallo del nero · c4 torre del bianco · e4 torre del bianco · h4 pedone del bianco · c3 pedone del bianco · d3 pedone del nero · d2 torre del nero · f2 torre del nero | g8 cavallo del bianco · b7 donna del bianco · c7 re del bianco · d7 pedone del nero · h7 cavallo del nero · f5 re del nero · a4 cavallo del nero · c4 torre del bianco · e4 torre del bianco · h4 pedone del bianco · c3 pedone del bianco · d3 pedone del nero · d2 torre del nero · f2 torre del nero | g8 cavallo del bianco · b7 donna del bianco · c7 re del bianco · d7 pedone del nero · h7 cavallo del nero · f5 re del nero · a4 cavallo del nero · c4 torre del bianco · e4 torre del bianco · h4 pedone del bianco · c3 pedone del bianco · d3 pedone del nero · d2 torre del nero · f2 torre del nero | g8 cavallo del bianco · b7 donna del bianco · c7 re del bianco · d7 pedone del nero · h7 cavallo del nero · f5 re del nero · a4 cavallo del nero · c4 torre del bianco · e4 torre del bianco · h4 pedone del bianco · c3 pedone del bianco · d3 pedone del nero · d2 torre del nero · f2 torre del nero | g8 cavallo del bianco · b7 donna del bianco · c7 re del bianco · d7 pedone del nero · h7 cavallo del nero · f5 re del nero · a4 cavallo del nero · c4 torre del bianco · e4 torre del bianco · h4 pedone del bianco · c3 pedone del bianco · d3 pedone del nero · d2 torre del nero · f2 torre del nero | 1 |
|   | a | b | c | d | e | f | g | h |   |

Soluzione:
1. Tc6 !  (min. 2. Tf6+ Cxf6 3. Ce7#)
1... Tf4  2. Ch6+ Rxe4  3. Te6#